# Russell Athletic
Russell Athletic est une entreprise fondée en 1902. Elle fabriquait à l'origine des sous-vêtements pour femmes et pour enfants. 
Elle a commencé à fabriquer des vêtements de sport dans les années 1920.
Le fondateur, Benjamin Russell, aurait inventé le Sweat-shirt au début des années 1930.
La marque appartient depuis 2006 à Fruit of the Loom.